# Duplicaria evoluta
Duplicaria evoluta é uma espécie de gastrópode do gênero Duplicaria, pertencente à família Terebridae.